# Dan Sullivan
Daniel Scott ”Dan” Sullivan, född 13 november 1964 i Fairview Park i Ohio, är en amerikansk republikansk politiker. Han representerar delstaten Alaska i USA:s senat sedan 2015.
Sullivan besegrade sittande senatorn Mark Begich i mellanårsvalet i USA 2014. Sullivan vann senatsvalet i Alaska med 48.6 procent av rösterna , mot 45.4 procent för demokraten Mark Begich.
Bland Sullivans politiska ståndpunkter kan nämnas att han är emot abort, som ndast borde vara tillåtet i fall där graviditeten hotar moderns liv samt efter incest eller våldtäkt. Han har också uttryckt sitt motstånd mot samkönade äktenskap.